# سالبرتراند
سالبرتراند هي بلدة تقع إقليم بييمونتي، إيطاليا، في ديسمبر عام 2004 كان عدد سكانها 522 فردًا، ومساحتها 40.9 كم مربع. كما أن لها محطة على سكة حديد تورينو-مودان.